# 市原市立朝山小学校
市原市立朝山小学校（いちはらしりつ あさやましょうがっこう）は、千葉県市原市今津朝山にかつて存在した公立小学校。通称は朝小（あさしょう）。1970年（昭和45年）3月31日をもって閉校した。

## 概要
市原市西部の姉崎地区に位置する。千種村の分割併合により小学校区の再編が必要となったため、姉崎町側に合併した旧千種村域を通学区域として開校した。所在地は今津朝山で、現在はせんどう青柳店、ヤックスドラッグ市原青柳店、しまむら青柳店、市原市立千種コミュニティセンターが立地する千種2丁目1・5番地、6丁目6・7番地付近である。

## 沿革

### 概歴
1955年（昭和30年）の千種村の五井町と姉崎町による分割併合により、もともと千種小学校の通学区域であった地区が五井町、姉崎町の2町に跨る形となってしまったため、旧千種村域のうち五井町域は五井町立千種小学校〈3代目〉として継続、姉崎町域は姉崎町立朝山小学校を新規開校して対応することとなった。敷地は旧千種村立千種中学校〈初代〉の跡地を利用している。その後、1963年（昭和38年）に姉崎町と五井町を含めた5町が合併して市原市が発足したことから、市原市立朝山小学校と改称した。もともと1つの小学校区であった市原市立千種小学校と市原市立朝山小学校はその距離が近い上、人口もさほど多くなかったことから設備過剰の状態であった。そのため朝山小学校老朽化に際して千種小学校〈3代目〉と統合する形で1970年（昭和45年）に閉校した。なお、校舎は市原市立千種小学校朝山校舎として1年間使用されたのちに、本校舎に統一されている。

### 年表
- 1955年（昭和30年）3月31日 - 姉崎町立朝山小学校開校[1]。
- 1963年（昭和38年）5月1日 - 市原市立朝山小学校に改称[1]。
- 1970年（昭和45年）3月31日 - 閉校[3]。

## 通学区域
以下の町丁字とその範囲を通学区域に指定していた。
- 今津朝山の全域
- 柏原の全域
- 白塚の全域

## 中学校区
1955年3月31日 - 1963年4月30日
- 姉崎町立姉崎中学校

1963年5月1日 - 1971年3月31日
- 市原市立姉崎中学校

## 隣接小学校区
1970年（昭和45年）4月1日現在の隣接小学校区は以下の通りである。
- 市原市立姉崎小学校
- 市原市立千種小学校
- 市原市立東海小学校

## アクセス
- 姉ケ崎駅から徒歩30分
- 小湊鐵道バス
  - （五23系統）「能蔵院」で下車、徒歩7分
  - （八21、八22系統）「白塚陸橋下」で下車、徒歩9分